# Kisszekeres
Kisszekeres là một thị trấn thuộc hạt Szabolcs-Szatmár-Bereg, Hungary. Thị trấn này có diện tích 14,67 km², dân số năm 2010 là 552 người, mật độ 38 người/km².